# براينت باتلر بروكس
براينت باتلر بروكس (بالإنجليزية: Bryant Butler Brooks)‏ هو سياسي أمريكي، ولد في 5 فبراير 1861 في ماساتشوستس في الولايات المتحدة، وتوفي في 8 ديسمبر 1944 في كاسبر في الولايات المتحدة. نشط حزبياً في الحزب الجمهوري. وقد انتخب حاكم وايومنغ ‏ (2 يناير 1905 – 2 يناير 1911) وانتخب عضو مجلس نواب وايومنغ.